# Cyril Serredszum
Cyril Serredszum (Metz, 2 oktober 1971) is een Frans voormalig voetballer en huidig voetbalcoach.

## Carrière
Serredszum begon zijn carrière in de jeugd van FC Metz, hij maakte zijn debuut voor de eerste ploeg in 1990 en speelde bij Metz tot in 1998. Hij won met Metz de Franse League Cup in 1996. Hij ging in 1998 spelen voor Montpellier HSC waarmee hij de UEFA Intertoto Cup won in 2000. Hij speelde van 2000 tot 2002 nog voor FC Martigues. Waarna hij zijn carrière eindigde als speler-coach bij CSO Amnéville.
Hij begon zijn trainerscarrière bij CSO Amnéville waar hij ook speler was. Hij werd daarop twee jaar assistent-coach bij FC Metz onder hoofdcoaches Francis De Taddeo en Yvon Pouliquen. Tussen 2008 en 2010 was hij jeugdtrainer bij Amnéville. In 2010 werd hij assistent-coach onder Pascal Janin bij RC Strasbourg. Hij ging aan eind 2010 aan de slag bij CS Fola Esch en was er twee jaar hoof-coach voordat hij zijn plaats verloor aan Jeff Strasser maar wel assistent-coach bleef. In 2017 werd hij opnieuw hoofd-coach maar bleef er maar een jaar. In 2013 werd hij met de club Luxemburgs landskampioen. Van 2018 tot 2019 was hij aan de slag als coach bij Progrès Niederkorn en in 2020 was hij kort aan de slag bij Union Titus Pétange. Hij werd in 2020 scout bij zijn ex-club FC Metz.

## Erelijst

### Als speler
- Frans League Cup: 1996
- UEFA Intertoto Cup: 2000

### Als coach
- Luxemburgs landskampioen: 2013